# YM90K
1,4-дігідро-6-(1Н-імідазол-1-іл)-7-нітро-2,3-ліноксадіндіон монохлорид (1,4-Dihydro-6-(1H-imidazol-1-yl)-7-nitro-2,3-quinoxalinedione monohydrochloride, YM90K) — селективний антагоніст АМРА-рецептора: IC50 84, 2200 та >3700 nM для АМРА-, каїнатного та NMDA-рецептора відповідно. Виявляє нейропротекторні властивості; уповільнює відмирання нейронів в дослідах по моделюванню загальної та очагової ішемії при пост-інщемічному застосуванні.